# 瓦季姆·布拉维诺夫
瓦季姆·叶夫根尼耶维奇·布拉维诺夫（羅馬化：Vadim Yevgen'yevich Bulavinov；1963年3月20日—）是俄罗斯政治人物、国家杜马议员。

## 生平
瓦季姆·布拉维诺夫于1963年出生于高尔基索尔莫沃区的一个钢铁制造商和幼儿园员工家庭。从高尔基第117学校毕业后，他在红色索尔莫沃造船厂担任锁匠。布拉维诺夫应征入伍后，在北方集团军担任坦克手。1985年，他加入了负责私人保安的民兵独立营。1990年毕业于全联盟法学函授学院。